# География Реюньона
Реюньон — заморский департамент Франции, расположенный на одноимённом острове в Индийском океане. Площадь — 2512 км², длина береговой линии — 207 км. Административный центр — Сен-Дени.
География региона предопределена вулканическим происхождением острова, который является одним из крупнейших среди Маскаренских островов. Рельеф территории горист и подвергается интенсивной эрозии ливневых водотоков. Высшая точка — потухший вулкан Питон-де-Неж (3069 м). Его последнее извержение произошло 12—20 тыс. лет назад. Интересно, что на юго-востоке с ним соседствует действующий вулкан Питон-де-ла-Фурнез (2631 м), один из самых активных в мире. С XVII века зарегистрировано около 150 извержений. Лавовые поля занимают около пятой части территории Реюньона. Низшая точка департамента — его побережье.
По геологическому строению территория региона отличается от территории других островов архипелага. Питон-де-Неж намного превышает по высоте высшую точку Маврикия (Питон-де-ла-Ривьер-Нуар, 826 м) и острова Родригес (390 м). Реюньон образовался 2 млн лет назад, тогда как Маврикий — более 8 млн лет назад.
Центральная часть департамента — разрушенная эрозией вулканическая область, изобилующая обширными цирками, днища которых заняты плодородными вулканическими почвами. Реки изобилуют водопадами. К циркам примыкают столовые плато. В западной части Реюньона они покрыты лесами или расчищены под плантации. Юго-восточные плато местами лишены почв, сложены из чёрных базальтов. В горах — тропические леса и луга, на юго-западе острова — саванна.
Климат Реюньона — тропический, пассатный. В горах температура ниже. С мая по ноябрь температура ниже, а осадков меньше, с ноября до мая — жаркий влажный сезон.
Реюньон — часть экорегиона Маскаренские леса, сильно пострадавшего с XVII века после вмешательства человека, многие эндемичные виды исчезли с лица земли.